# Orchestina manicata
Orchestina manicata là một loài nhện trong họ Oonopidae.
Loài này thuộc chi Orchestina. Orchestina manicata được Eugène Simon miêu tả năm 1893.